# Драган Бераковић
Драган-Баја Бераковић (Оприсавци, 2. новембар 1902. — Загреб, 16. фебруар 1972.) био је југословенски сликар и ликовни педагог.

## Живот и стваралаштво
Бераковић је матурирао 1921. на Учитељској школи у Осијеку. Студирао је сликарство у Бечу (Kunstgewerbeschule), Берлину (Hochschule für bildende Kuns) и Паризу. У Паризу је од 1924. до 1925. радио у атељеу Андреа Лота. Излагао је на паришком Јесењем салону 1926.
Од 1928–1933. Бераковић је радио у Суботици као гимназијски професор. Био је аутор текстова о уметности за суботички лист Дневник. Био је један од оснивача уметничке групе „Живот" (1934). Сарађивао је са новопокренутим часописима Култура и Нова стварност. Залажући се тада за продор левичарских идеја и афирмацију социјално ангажоване уметности, углавном је сликао урбане теме, портрете и мртве природе.
Иако је као и већина чланова групе „Живот" инсистирао на теми и истицао друштвену функцију као основни смисао слике, Бераковић је формално остао у границама поетског реализма. Његове слике Крух и Портрет, као примери социјално ангажоване уметности, биле су презентоване на Јесењој изложби београдских уметника и Салону независних (1937). Изузетак представља олтарска слика Богородица са Христом, коју је насликао за католичку цркву у Сремским Карловцима.
Пред почетак Другог светског рата преселио се у Загреб где је првобитно радио као цртач на Медицинском факултету. Дипломирао је 1943. на Академији ликовних умјетности у Загребу, у класи професора Владимира Бецића. Од 1945. до 1968. предавао је методику цртања на Академији ликовних умјетности у Загребу и био иницијатор оснивања Педагошког одсека на истом факултету. У овом периоду определио се за тада актуелни соцреализам. Углавном је сликао мртве природе и теме у духу обнове и изградње земље (Изградња Московске улице у Загребу, 1945). Желећи да се укључи у савремене уметничке трендове, почетком 50-их година настојао је да пронађе сопствени апстрактни израз (Под тушем, 1952).  Од светле палете ранијих година, прелази на тамнији колорит и чвршће моделирање облика у познијим годинама свог стваралаштва.

## Важнија дела
- Евангелистичка црква у селу Нови Бановци
- Мотив из Изградње Пољана у Загребу
- Ваза са цвијећем
- Мртва природа с поврћем и ћупом
- Старац и дјевојчица

## Самосталне изложбе
- Београд 1927. и 1928.

## Колективне изложбе
- Осијек 1921. (изложба чехословачких и југословенских графичара)
- Париз 1926. (Салон независних)
- Нови Сад 1927. (VI југословенска уметничка изложба)
- Загреб 1935. (II изложба загребачких уметника)
- Београд 1937. (I пролећна изложба УЛУС-а)
- Београд 1937/1938 (I јесења изложба УЛУС-а)
- Београд 1938/1939 (IV салон независних)
- Београд 1939. (Сајам слика)
- Загреб 1940. (I годишња изложба хрватских уметника)
- Загреб 1946. (I изложба УЛУХ-a)
- Загреб 1947. (II изложба УЛУХ-a)
- Загреб 1948. (IV изложба УЛУХ-a)
- Дубровник 1950. (изложба УЛУХ-a)
- Осијек 1950. (изложба УЛУХ-a)
- Осијек 1967/1968 (Осијечко сликарство и кипарство 1920–1940)
- Београд 1969. (Надреализам... социјална уметност 1929–1950)[1]